# Babanovci
Babanovci (cyr. Бабановци) – wieś w Bośni i Hercegowinie, w Republice Serbskiej, w gminie Prnjavor. W 2013 roku liczyła 188 mieszkańców.